# Zagubiony heros
Zagubiony heros (ang. The Lost Hero) – pierwsza książka z serii Olimpijscy herosi, napisana przez amerykańskiego pisarza Ricka Riordana. Opowiada o herosie, który stracił pamięć.

## Bohaterowie

### Główni
- Jason Grace
- Piper McLean
- Leo Valdez

### Drugoplanowi
- Gleeson Hedge
- Duchy burzy
- Gaja
- Junona (grecki odpowiednik - Hera)
- Porfyrion
- Enkelados
- Chione
- Boreasz

### Epizodyczni
- Midas
- Annabeth Chase
- Lit
- Eol
- Afrodyta
- Hefajstos
- Thalia Grace
- Łowczynie Artemidy
- Festus (smok)
- Zetes
- Kal (Kalais)
- Tristan McLean (ojciec Piper)
- Chejron
- Drew
- Mama Uszczelka
- Mella
- Medea
- Lykaon
- Percy Jackson
- Pan D. (Dionizos)